# Cephaloleia brunnea
Cephaloleia brunnea es un coleóptero de la familia Chrysomelidae.
Fue descrita científicamente en 1996 por Staines.